# الفنون والحرف

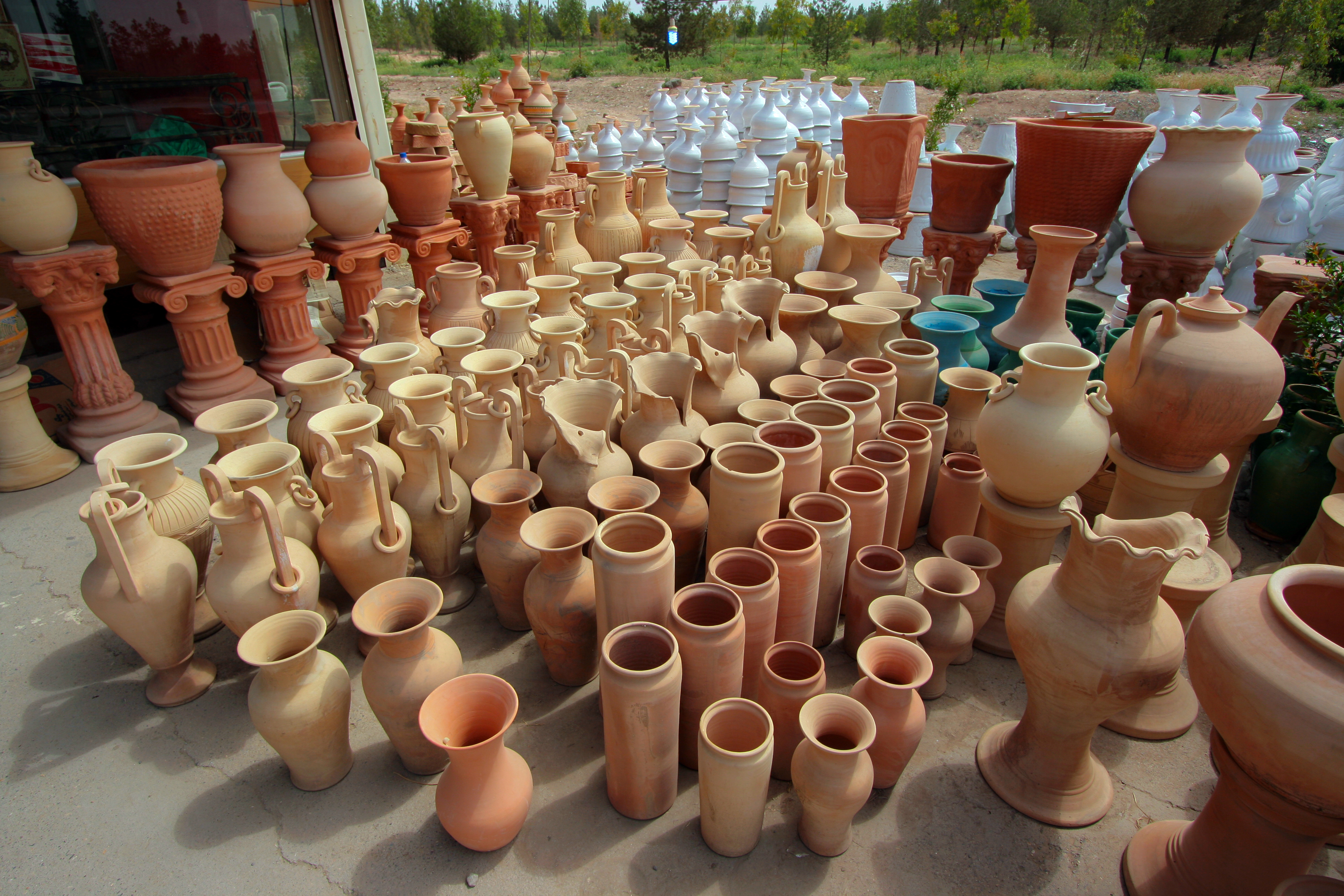
الاواني الفخارية

جرى مزاولة أعمال الحرف وتعلمها منذ القدم، وازدهرت بين عامي 1880 و 1920م. وغالبا ما تستخدم في اساليب الزينة في العصور الوسطى، رومانسية أو شعبية.

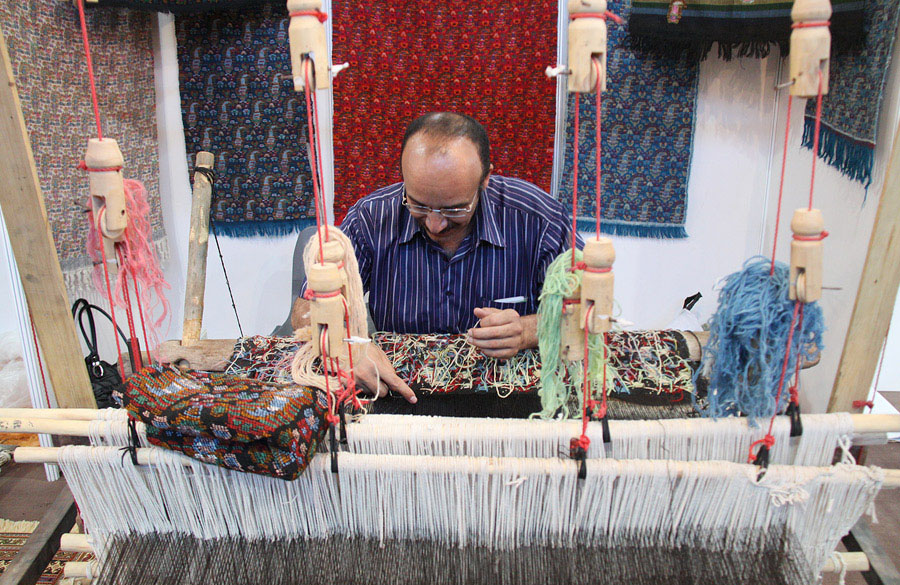
الحياكة

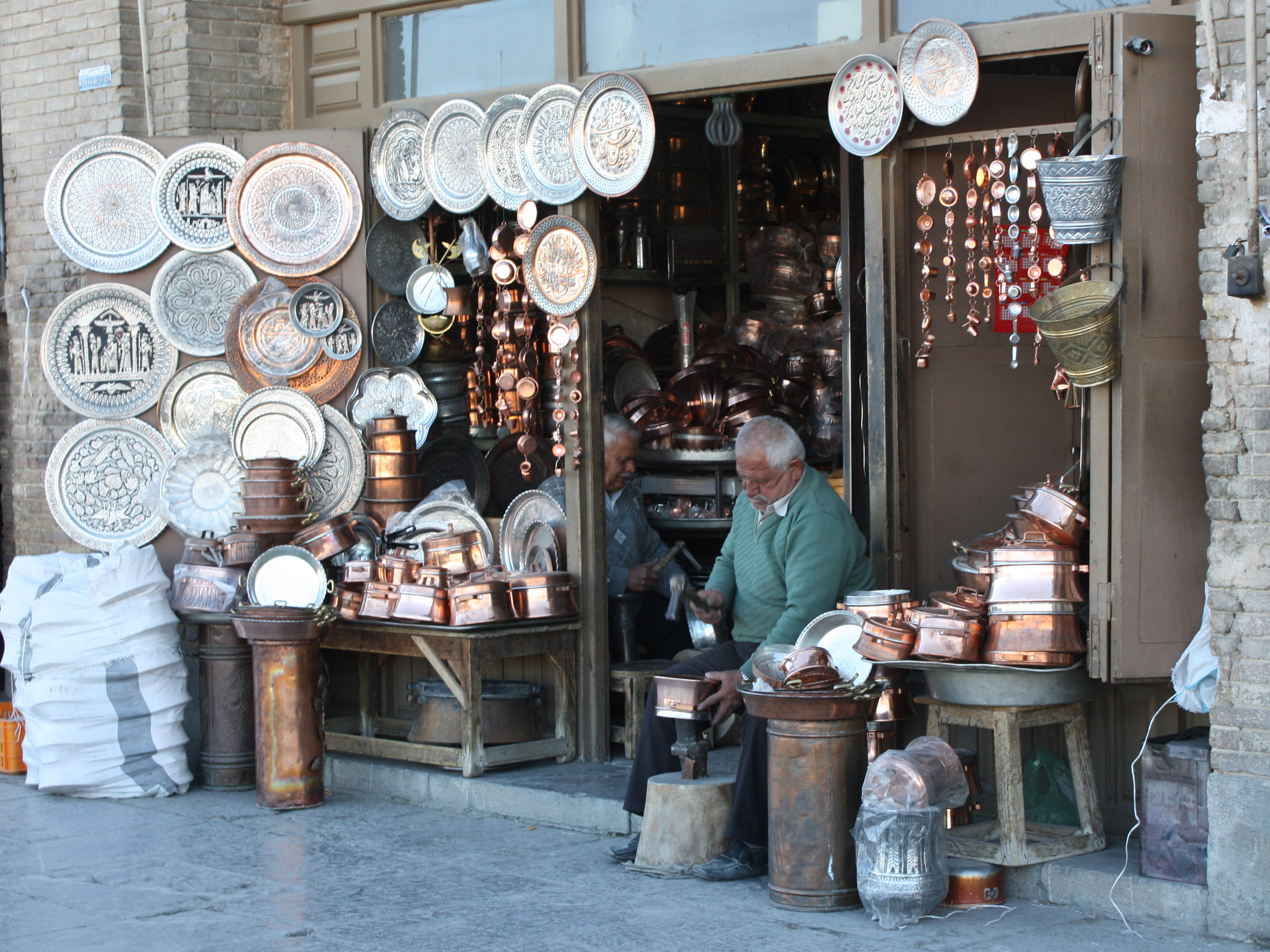
الاواني النحاسية

فكان الناس يستخدمون الحرف اليدوية من اجل استخداماتهم المنزلية أو المعيشية بشكل عام. لكن مع بداية الحضارة الحديثة إضافة البشر الفن لشتى أنواع الحرف ليكون
لكل حضارة معينة فن خاص بها، وبدا الحرفيون يضيفون الفن لحرفهم ليحصلوا على اشكال جديدة ومميزة ومنسقة وجذابة للفت الانظار حول اعمالهم، فنلاحظ ان للفن و
الحرف علاقة وطيدة وموثقة. فالفنون اعطت الحرف رونقها وجمالها وطابعها الخاص الذي أصبحت تمتاز به.

## أنواع الحرف
صناعة الفخار، صناعة الصابون، الحياكة، صناعة السجاد والبسط، صناعة البلاط والسراميك، التطريز، صناعة الجلود، صناعة الالات الموسيقية،
صناعة الادوات النحاسية، الاسرجة، الخزفيات، الزجاج.

## أنواع الفنون
الفن التشكيلي، التصوير، فنون اللعب بالاحاسيس، فنون حركية، فنون ساكنة، فنون شعرية، فنون الزخرفة، فن العمارة، فن النحت، فن الموسيقا
والرقص والغناء، فنون التمثيل.

### العلاقة بين الفنون والحرف اليوم
تتشكل هذه العلاقة من خلال النظرة الحديثة والجديدة للاشياء من تقدم وتطور، ومن هنا تاتي فكرة تجسيد الماضي وربطه مع الحاضر في حياة كل شخص من خلال
اقتناء أو صنع الاشياء اليدوية، فان هذا الاندماج المتكامل يعيد احياء الثقافات القديمة، ويخلق طابع حضاري مميز وخالد لاينتهي ولا ينتسى.